# آيفون 16
آيفون 16 وآيفون 16 بلس هما هاتفان ذكيان طورتهما وسوقتهما بشركة أبل. تم إطلاق في 10 سبتمبر 2025. يحتوي آيفون 16 على شاشة OLED مقاس 6.1 بوصة. يحتوي آيفون 16 بلس على شاشة OLED مقاس 6.7 بوصة.

## برامج
آيفون ١٦ وآيفون ١٦ بلس يشغلان آي أو إس 18 في اول مرة. آيفون ١٦ وآيفون ١٦ بلس يحتويان على ميزات ذكاء أبل.

## التصميم
يتوفر آيفون ١٦ وآيفون ١٦ بلس في خمسة الالوان مثل أزرق، الفيروزي، الوردي، الأبيض والأسود.

## وصلات خارجية
- الموقع الرسمي